# KBC Sunday Music Hour
『KBC Sunday Music Hour』（ケービーシーサンデーミュージックアワー）は九州朝日放送（KBCラジオ）で2021年4月4日から始まったラジオの音楽番組である。

## 概要
これまで放送されてきた『小柳有紀の朝はのんびり』と『STEP』の放送枠を統合して、新しく日曜日の午前中から夕方にかけてのラジオの放送枠が誕生した。
この番組は元KBCアナウンサーで2021年3月いっぱいで定年退職したフリーアナウンサーの富田薫が日曜日の午前中から夕方にかけて、途中、フロート番組（内包番組）を含めると9時間半の音楽番組を生放送でこなすもので、主に1970年代から1980年代に発表された洋楽と邦楽の楽曲を中心にリスナーからのリクエストに応えるもの。富田は『富田薫の朝はのんびり』以来5年ぶりに日曜日のワイド番組を担当する。
番組開始当初はデーゲーム中継の時間の休憩を挟む形で富田薫が全編担当しており、東京2020オリンピック期間中の7月25，8月1,8日、並びに番組スタートから半年後の10月からは番組を正午を挟んだ二部構成とし、午前は小柳、午後は富田が担当する形となった。

## 放送時間
- 毎週日曜日 9:35-17:45（2024年2月4日より） - 8:30 - 9:00で（第1週）『明日への扉〜いのちのラジオ〜』／（第2〜5週）『栄光のレジェンド〜明日へ向かって〜』をネットする開始することに伴う。9:00 - 9:35の箱番組はそのまま独立化させた。
  - 2024年1月28日までは毎週日曜日 8:30-17:45（終了時刻は17:45-18:00のラジオショッピング枠の有無により変動する）

不定期で「ボートレース福岡優勝戦展望」を冒頭に組み込む場合があり、その場合放送開始時刻が4分程度遅れる。また、福岡ソフトバンクホークス戦で、夏季を中心とした屋外球場での薄暮・ナイター開催（ポストシーズンのクライマックスシリーズ・日本選手権シリーズに進出した場合も含む）がある場合、協賛スポンサーの都合上休止することができない番組の繰り上げ調整を行うことがあるため、その分放送時間の短縮処置をとることがある。デーゲームの試合が17:45以後も続いてしまった場合はその時々の編成状況に応じて、クッション番組扱いで延長することもある。
また、スポーツ中継や特別番組によっては放送時間を変更する。
- 2022年11月27日 - 『JA福岡市発足60周年記念スペシャル PAO～N in 博多じょうもんさん天神市場』放送のため後半パートを15:00 - 18:00に変更。

KBCラジオでは1957年から、福岡国際マラソンを年に1回（基本として12月の第1日曜日に）自社制作で中継。レースが午後（12:10以降）に組まれていたため、当番組を開始した2021年の12月3日には、当番組の放送時間を短縮したうえで第75回大会のNRN系列局向け中継を12:00 - 14:30に放送していた。福岡国際マラソンは2021年限りで終了したものの、運営の体制を一新したうえで、2022年以降も「後継大会」扱いで12月の第1日曜日（同年は12月4日）に開催。ラジオとテレビの兼営局であるKBCでは、テレビ朝日系列のフルネット局向けに後継大会のテレビ中継を単独で制作する一方で、ラジオ中継の制作を見合わせている。このような事情から、2022年以降の大会開催日には、KBCのスポーツアナウンサー（2022年大会は田上和延が担当）が当番組の放送中にレースの速報を随時伝えることで対応している。

## パーソナリティ
- 富田薫（KBC出身のフリーアナウンサー） - 2021年4月8日 - 9月26日はフルサイズで担当。ただし、東京オリンピック期間中は『ダイナミックホークス』が休止となるため、12時以降を担当。2021年10月3日以降も同様の対応。
- 小柳有紀 - 2021年10月3日 - 午前中パートを担当。また、前述通り東京オリンピック期間中も同様に午前中を担当。

## 主なコーナー
（出典：）
- Oldies Hit
- 私のSunday Hit3
- 思い出のスクリーンミュージック
- 発見！迷盤、珍盤大集合！
- ここが私の一笑地
- 別腹満たすあの味この味
- BEST Hit Tommy's

以下の各コーナー（フロート番組）はタイムテーブル・radikoでは別番組扱いとなっている。
- 小倉・IMALUの○○玉手箱（9:00-9:15　小倉淳、IMARU）
- 痛快！ばっちりラジオ（9:20-9:35　杉山39、きょんちゃん）
- STEP by STEP一歩前へ（11:30-11:40　MBSラジオ制作）
- 通販！なりゆき番組 隊長＠谷隼人の風雲ラジオショッピングぅ（11:40-11:50　谷隼人、四元エリカ）
- ヨドバシカメラpresents　キャイ〜ンの家電ソムリエ（11:50-12:00　キャイ〜ン）
- プロ野球デーゲーム中継・KBCダイナミックホークス（デーゲーム開始予定時刻5分前-同3時間後（13時開始であれば12:55-16:00）を基本枠として試合終了まで。中止時はスタジオから当番組をデーゲーム中継の協賛スポンサーの提供をそのまま付けて放送　プロ野球開催時期のみ。2022年までは毎週放送したが、2023年度からは原則としてホームゲーム実施日に限り放送）